# Artesonraju
Artesonraju är en av cirka femtio toppar i bergskedjan Cordillera Blanca, som är en del av de peruanska Anderna. Artesonraju är framför allt känd för sina exceptionella bergsklättringsmöjligheter. Höjden över havet är 6 025 meter. Toppen bestegs första gången av H. Hein och E.Schneider den 19 augusti 1932.
Höjden från basen till toppen är totalt 1 025 meter, vilket bergsklättrarna brukar klara på cirka 8–12 timmar, tur och retur. Enligt den franska svårighetsskalan är toppen klassificerad som TD+ (Mycket svår +) längs den södra leden "Arista", och D (Svår) för den "normala" leden.

## Berget Artesonraju som ikon
Bergets speciella utseende i form av en pyramid och helt täckt med is och snö året runt, är en udda skönhet bland bergspassen mellan Macizo de Santa Cruz i norr och Parón i söder. 
Berget betraktas ofta som förebild för det "ikonberg" som filmbolaget Paramount använder, och visas speciellt i början av filmerna.

## Bergsbestigningsleder
Artesonraju har två huvudsakliga leder för bestigningen, den första går genom norra hörnet, börjar i dalen Santa Cruz, medan den andra utgår från sydost från lagunen Parón, på randen av en ravin med samma namn. Denna sistnämnda sträcka är tekniskt mycket krävande, och kräver avancerad erfarenhet av isklättring: en skillnad på 1200 meter klaras av med en lutning som varierar mellan 45° och 55°, bitvis överstiger 70°. 
Vägen till berget utgår från staden Caraz i Áncash, efter cirka två timmar når man efter 32 kilometer Lago Parón på en höjd av 4 200 meter, för att sedan passera den östra delen av sjön (3,7 km, 1:20 timmar) till bascampen. Följande dag når man Campo Morrena, 4 900 meter över havet. Dagen därefter kan man nå Campo Glaciar, 5 200 meter över havet. Ytterligare en dag fordras för att nå toppen.
Det finns fyra huvudsakliga leder, den sydliga "Arista-leden" (bestegs första gången av T. Sbrizaj, S. Semraj B. Naglic, den 18 juli 1993) och den "normala" eller sydöstra väggen (bestegs första gången av K. Schreckenbach, H. K. Sussmilch Saler, 24 juni 1969). Den "östra Arista-leden" och den fjärde, som är en kombination av "Arista" och den östra bergväggen (åtkomst från Quebrada Santa Cruz, i norr), är mindre välbesökta.

## Utrustning och speciella förhållanden
Laviner är vanliga i början av klättringssäsongen på grund av den stora anhopningen av snö på de branta bergväggarna. Under månaderna maj och augusti orsakar starka vindar ett fenomen som kallas "Placa de Viento" ("vindskiva"), vilket är mycket farligt eftersom det då, under ett tunt lager av is, finns porös snö som inte ger någon god förankring eller säkerhet. 
Nödvändig utrustningen för klättringen är stegjärn, isyxor, stavar 60 cm, isskruvar och rep 60 meter eller längre.